# 王霄 (足球运动员)
王霄（1979年8月30日—），是中国退役足球运动员、足球教练，球员时代司职后卫，目前担任珠海琴澳主教练。

## 职业生涯
王霄在1994年进入辽宁青年队，1998年入选中国国青队，2001-2003年王霄效力云南红塔。2004年，王霄从云南红塔转会至天津泰达，由于作风勇猛以及防守能力突出被球迷认可。曾经担任天津队队长，是球队历史上为数不多的非本土籍队长。2007-2009年多次入选中国国家队，曾经与杜威和周海滨共同担任国家队队长。由于年龄增大和伤病导致状态下滑，王霄在2010年赛季结束后宣布正式退役，进入泰达队教练组，担任球队领队。2021年7月，担任河北卓奥主教练兼领队。
2021年10月，王霄被天津纪委带走调查。2022年，担任珠海琴澳主教练。